# Pyrgonota longiturris
Pyrgonota longiturris är en insektsart som beskrevs av William D. Funkhouser. Pyrgonota longiturris ingår i släktet Pyrgonota och familjen hornstritar. Inga underarter finns listade i Catalogue of Life.